# Svazek obcí Jestřebí hory
Svazek obcí Jestřebí hory je svazek obcí (dle § 49 zákona č.128/2000 Sb. o obcích) v okresu Trutnov, jeho sídlem je Úpice a jeho cílem je koordinování celkového rozvoje území mikroregionu na základě společné strategie a společná propagace mikroregionu v cestovním ruchu. Sdružuje celkem 12 obcí a byl založen v roce 2002.

## Obce sdružené v mikroregionu
- Batňovice
- Havlovice
- Chvaleč
- Jívka
- Libňatov
- Malé Svatoňovice
- Maršov u Úpice
- Radvanice
- Rtyně v Podkrkonoší
- Suchovršice
- Úpice
- Velké Svatoňovice

## Představitelé svazku
| Funkce           | Člen               | Členská obec/město  |
| ---------------- | ------------------ | ------------------- |
| Předseda         | Vladimír Provazník | Malé Svatoňovice    |
| 1. místopředseda | Jaroslav Pich      | Libňatov            |
| 2. místopředseda | Stanislav Řezníček | Rtyně v Podkrkonoší |